# Giannis Taralidis
Giannis Taralidis (nació el 17 de mayo de 1981) es un jugador de fútbol profesional que actualmente juega para el Karmiotissa Polemidion del Beta Ethniki de Grecia. 
Llegó a su actual club en el 2003 y sus oportunidades de ser titular esta temporada son muy escasas porque en su puesto están Christian Karembeu, Ieroklis Stoltidis, Pantelis Kafes y Rivaldo.
Es muy apreciado por los hinchas que siempre gritan "Tara Tara" cuando toca el balón. Taralidis es un gran mediocampista defensivo para su equipo y para la Selección de fútbol de Grecia.
Debido a sus 188 cm de altura tiene un excelente juego aéreo. En la última temporada jugó 5 partidos para Olimpiakos y anotó 1 gol.

## Selección nacional
Ha sido internacional con la Selección de fútbol de Grecia Sub-21.

## Clubes
| Club                      | País   | Año           |
| ------------------------- | ------ | ------------- |
| Paniliakos                | Grecia | 1999-2003     |
| Olympiacos FC             | Grecia | 2004-2007     |
| OFI Creta                 | Grecia | 2007-2009     |
| Levadiakos                | Grecia | 2009-2011     |
| Glyfada F.C.              | Grecia | 2011-2012     |
| Doxa Drama F. C.          | Grecia | 2012-2013     |
| Nea Salamina Famagusta FC | Chipre | 2013-2014     |
| Ermis Aradippou           | Chipre | 2015          |
| PGS Kissamikos FC         | Grecia | 2015-2016     |
| Karmiotissa Polemidion    | Chipre | 2016-presente |